# Replonges
Replonges település Franciaországban, Ain megyében. Lakosainak száma 3929 fő (2022. január 1.). Replonges Crottet, Feillens, Saint-André-de-Bâgé, Saint-Laurent-sur-Saône, Mâcon, Sancé és Bâgé-Dommartin községekkel határos.

## Népesség
A település népessége az elmúlt években az alábbi módon változott:
| Lakosok száma | 2187 | 2610 | 2687 | 3102 | 3651 | 3673 | 3717 | 3791 | 3833 | 3929 |
|               | 1968 | 1982 | 1990 | 2006 | 2013 | 2015 | 2017 | 2019 | 2020 | 2022 |